# Gånghester
Gånghester est une localité de Suède située dans la commune de Borås du comté de Västra Götaland. Elle couvre une superficie de 1,17 km2. En 2010, elle compte 1 526 habitants.